# Сулейменов, Балгабек Камелевич
Балгабек Камелевич (Камалович) Сулейменов (каз. Балғабек Камалұлы Сүлейменов; 1924 год, посёлок рудника Ала-Айгыр — 1978 год) — старший скотник племенного завода «Чалобай», Жарминский район Семипалатинской области, Казахская ССР. Герой Социалистического Труда (1971).

## Биография
Родился в 1924 году в рабочей семье в посёлке рудника Ала-Айгыр. Трудиться начал в 16-летнем возрасте машинистом в родном посёлке. С 1942 по 1948 года проходил службу в войсках НКВД. В 1947 году вступил в ВКП(б).
С 1949 года — налоговый агент Шалабаевского сельсовета Чарского района Семипалатинской области. С 1951 года — учётчик фермы, рабочий в совхозе «Чалобай» Чарского района (с 1964 года — Жарминского района). В 1958 году назначен старшим скотником в этом же совхозе.
За годы Восьмой пятилетки (1966—1970) бригада Балгабека Сулейменова сдала государству 522 головы крупного рогатого скота. Среднесуточный привес за эти годы составил в среднем 950—1100 грамм вместо 750 грамм запланированных. Чистая прибыль бригады составила 235 тысяч рублей. За выдающиеся успехи, достигнутые в развитии сельскохозяйственного производства и выполнении пятилетнего плана продажи государству продуктов животноводства удостоен звания Героя Социалистического Труда указом Президиума Верховного Совета СССР от 8 апреля 1971 года с вручением ордена Ленина и золотой медали «Серп и Молот».
Трижды принимал участие в работе Всесоюзной выставке ВДНХ (1967—1969), где получил две серебряные и одну бронзовую медали.
Избирался членом Семипалатинского обкома Компартии Казахстана.
Скончался в 1978 году.
Награды
- Герой Социалистического Труда
- Орден Ленина — дважды (22.03.1966; 08.04.1971)
- Медаль «За победу над Германией в Великой Отечественной войне 1941—1945 гг.»
- Медаль «В ознаменование 100-летия со дня рождения Владимира Ильича Ленина»